# Glädjens hus
Glädjens hus är en brittisk film från år 2000. Filmen bygger på romanen med samma namn av Edith Wharton. Titeln syftar på ett citat ur 7 kap, Predikaren, GT: De visas hjärtan äro i sorgehus, och dårarnas hjärtan i hus där man glädes. Romanen och filmen utspelar sig i New York i början av 1900-talet.

## Handling
Lily Bart är ung och vacker, men föräldralös och utan förmögenhet, helt beroende av sin tant Julia. Hon har stora spelskulder och behöver gifta sig rikt. Men hon saboterar medvetet sin chans med en rik men tråkig friare. Hon tackar också nej till den förmögne men ännu inte helt i societeten accepterade Sim Rosedale. Hon blir förälskad i advokaten Lawrence Selden, men han säger rent ut att han inte vill gifta sig.

## Tagline
When a woman has the beauty men admire and women envy...it is wise to tread carefully.

## Rollista
| Gillian Anderson   | – Lily Bart                        |
| Dan Aykroyd        | – Augustus "Gus" Trenor            |
| Eleanor Bron       | – Mrs. Julia Peniston, Lily's Aunt |
| Terry Kinney       | – George Dorset                    |
| Anthony LaPaglia   | – Sim Rosedale                     |
| Laura Linney       | – Bertha Dorset                    |
| Jodhi May          | – Grace Julia Stepney              |
| Elizabeth McGovern | – Mrs. Carry Fisher                |
| Eric Stoltz        | – Lawrence Selden                  |
| Penny Downie       | – Judy Trenor                      |
| Pearce Quigley     | – Percy Gryce                      |
| Helen Coker        | – Evie Van Osburgh                 |
| Mary MacLeod       | – Mrs. Haffen                      |
| Paul Venables      | – Jack Stepney                     |
| Serena Gordon      | – Gwen Stepney                     |